# Илкли Мур
Илкли Мур (енгл. Ilkley Moor) је вресиште на западу западног Јоркшира. Највиши врх је висок 402 метра изнад нивоа мора.

## Геологија
Током периода карбона (пре 325 милиона година), Илкли Мур је био део мочварног подручја у којем су текле реке које су се на северу уљевале у море. Током дугог временског периода седименти су стварали тешке стене. Од краја времена карбона дошло је до ерозије и више од хиљаду метара стена је потпуно уклоњена из подручја.

## Ванземаљско виђење
1. децембра 1987. пензионисани полицајац је фотографисао крајолик. Након што је направио пар фотографија видео је да је неко у близини. Када је пошао да види ко је то наводно је видео мало зелено биће. Рекао је да је било високо око 1,2 метра, да је имало три велика прста на рукама и да има шпицасте уши. Када га је биће видело почело је да бежи а он је успео да га фотографише. Након што га је фотографисао биће је брзо побегло иза једног брежуљка. Након тога је полицајац видео чудни предмет у облику тањира који је одлетео, и биће је нестало. На фотографији се види чудно биће које изгледа баш онако како га је он описао. Фотографи нису сигурни да ли је на слици прави ванземаљац или је то лутка.